# 山形県立村山産業高等学校
山形県立村山産業高等学校（やまがたけんりつ むらやまさんぎょうこうとうがっこう、Yamagata Prefectural Murayama Industrial High School）は、2014年（平成26年）4月に山形県村山市楯岡に開校した県立の高等学校。

## 概要
設立の経緯
山形県教育委員会による北村山地区の県立高等学校の再編整備計画により、山形県立村山農業高等学校と山形県立東根工業高等学校の2校が統合され、2014年（平成26年）に開校した。2校の在校生（2012年（平成24年）および2013年（平成25年）入学生）は転学により、山形県立村山産業高等学校の2・3年生となる。
校地・校舎
校地は山形県立村山農業高等学校のものを継承。校舎は村山農業高等学校の既存の校舎と、同地に建設中の実習棟を使用する。なおこの実習棟には太陽光発電、木質バイオマスボイラーシステム（冷暖房に使用）、雪冷房システム（食品加工室の冷房）、地下水利用システム（トイレの洗浄水）等の自然環境に配慮したシステムが導入される予定。
設置課程・学科
全日制課程 5学科　- 各学科定員は40名で、1学年あたりの定員は200名（5学級）
- 農業経営科（農業）- 2年次に2コース（生産技術・加工流通）に分かれる。
- 農業環境科（農業）- 2年次に2コース（緑化技術・緑地保全）に分かれる。
- 機械科（工業）
- 電子情報科（工業）
- 流通ビジネス科（商業）

校章
公募された作品の中から選ばれた数点を参考に池田正（東北芸術工科大学教授）によってデザインされた。所在地である村山市（Murayama）の頭文字「M」と市花の薔薇を図案化したものを背景にして、中央に「高」の文字を置いている。
制服
2014年（平成26年）入学生から冬服は男子が学生服（学ラン）、女子がブレザー・スカートにリボン。男子は襟に、女子は胸元に校章の刺繍が施される。

## 沿革
開校まで
- 2009年（平成21年）1月 - 「北村山地区の県立高校の再編整備に係る検討委員会」が設置され、検討が開始される。
- 2010年（平成22年）
  - 1月 - 山形県教育委員会によって北村山地区の県立高校再編整備計画が公表される。
  - 2月17日 - 「山形県立村山産業高等学校」（仮称）教育基本計画策定委員会が発足。
- 2012年（平成24年）10月 - 校名が「山形県立村山産業高等学校」に決定。産業振興棟（実習棟）の建設に着手。
- 2013年（平成25年）
  - 4月 - 山形県立村山農業高等学校に開校準備室が設置される。
  - 7月 - 校章が決定。
  - 9月 - 学校ウェブサイトを開設。
  - 12月 - 実習棟が完成。
- 2014年（平成26年）3月31日 - 山形県立村山農業高等学校と山形県立東根工業高等学校の2校が閉校。

開校
- 2014年（平成26年）4月1日 - 「山形県立村山産業高等学校」が開校。2・3年生（農業と工業に関する学科）は旧2校から転入。

## 年間行事
3学期制
1学期
- 4月 - 入学式、対面式
- 5月 - 地区高校総体、前期生徒総会、中間考査
- 6月 - 県高校総体、インターンシップ（職業体験）
- 7月 - 期末考査、クラスマッチ（球技大会）
- 8月 - 全国高校総体、全国高総文祭

2学期
- 9月 - 地区新人大会（運動部Ａ）
- 10月 - 中間考査、マラソン大会、学校祭
- 11月 - 県新人大会（運動部Ａ）、地区新人大会（運動部Ｂ）2年修学旅行
- 12月 - 期末考査、後期生徒総会

3学期
- 1月 - 課題研究発表会、3年学年末考査、まちなか発表会、県新人大会（運動部Ｂ）
- 3月 - 卒業式、1・2年学年末考査

## 部活動
運動部
- 野球部（男）
- 陸上競技部
- バスケットボール部（男）
- バレーボール部（女）
- サッカー部（男）
- 硬式テニス部
- 自転車競技部
- 相撲部
- ハンドボール部
- 山岳部
- 剣道部
- 柔道部
- 卓球部

文化部
- 吹奏楽部
- 茶道部
- 演劇部
- 又新連[3]（郷土芸能）
- 芸術部（書道・美術）
- 家庭部

専門系
- 農業部（農業技術・グリーンライフ・バイオテクノロジー）
- 工業部（機械・電子）
- ビジネス部（情報処理・商業研究）

## 交通アクセス
最寄りの鉄道駅
- JR東日本 山形新幹線・山形線 「村山駅」から徒歩30分

最寄りのバス停
- 山交バス「北町」停留所

## 参考資料
- 村山産業高校について (PDF)  - 山形県ウェブサイト
- 北村山地区の県立高校再編整備計画について - 山形県ウェブサイト